# Норвегия на зимних Олимпийских играх 1964
Норвегия принимала участие в IX Зимних Олимпийских играх, проходивших в Иннсбруке, Австрия, где завоевала 15 медалей, из которых 3 золотых, 6 серебряных и 6 бронзовых. Сборную страны представляли 58 спортсмена (51 мужчина, 7 женщин), выступавших в 9 видах спорта.

## Медалисты

### Золото
- Кнут Йоханнесен — конькобежный спорт, 5 000 м.
- Тормод Кнутсен — лыжное двоеборье, индивидуальная гонка.
- Торальф Энган — прыжки с трамплина, большой трамплин.

### Серебро
- Харальд Грённинген — лыжные гонки, 15 км.
- Харальд Грённинген — лыжные гонки, 30 км.
- Альв Гьестванг — конькобежный спорт, 500 м.
- Пер Ивар Мо — конькобежный спорт, 5 000 м.
- Фред Антон Майер — конькобежный спорт, 10 000 м.
- Торальф Энган — прыжки с трамплина, малый трамплин.

### Бронза
- Олав Йордет — биатлон, индивидуальная гонка, 20 км.
- Вилли Хауген — конькобежный спорт, 1 500 м.
- Фред Антон Майер — конькобежный спорт, 5 000 м.
- Кнут Йоханнесен — конькобежный спорт, 10 000 м.
- Торгейр Брандтсег — прыжки с трамплина, большой трамплин.
- Торгейр Брандтсег — прыжки с трамплина, малый трамплин.